# Darß
Darß este o arie protejată (arie specială de conservare — SAC, sit de importanță comunitară — SCI) din Germania întinsă pe o suprafață de 4.203 ha, integral pe uscat.

## Localizare
Centrul sitului Darß este situat la coordonatele 54°26′38″N 12°30′47″E / 54.4439°N 12.5131°E.

## Înființare
Situl Darß a fost declarat sit de importanță comunitară în aprilie 1998 pentru a proteja 5 specii de animale. Situl a fost protejat și ca arie specială de conservare în august 2016.

## Biodiversitate
Situată în ecoregiunea continentală, aria protejată conține 16 habitate naturale: Bancuri de nisip acoperite în permanență slab de apă marină, Terase mlăștinoase și terase nisipoase neacoperite de apă la reflux, Lagune de coastă, Vegetație anuală la limita mareei, Faleze cu vegetație de pe coastele atlantice și baltice, Dune mobile cu vegetație embrionară, Dune mobile de-a lungul țărmului cu Ammophila arenaria („dune albe”), Dune de coastă fixe cu vegetație erbacee („dune gri”), Dune fixe decalcificate cu Empetrum nigrum, Dune cu Salix repens ssp. argentea (Salicion arenariae), Dune împădurite din regiunile atlantică, continentală și boreală, Depresiuni intradunale umede, Mlaștini calcaroase cu Cladium mariscus și specii de Caricion davallianae, Păduri de fag Luzulo-Fagetum, Păduri acidofile de stejar bătrân cu Quercus robur pe câmpii nisipoase, Mlaștini împădurite.
La baza desemnării sitului se află mai multe specii protejate:
- amfibieni (1): triton cu creastă (Triturus cristatus)
- mamifere (4): Halichoerus grypus, vidră de râu (Lutra lutra), focă obișnuită (Phoca vitulina), marsuin (Phocoena phocoena)